# Единственный наследник
«Единственный наследник» или «Уцелевший наследник» (англ. The Survivor) — рассказ американского писателя Говарда Филлипса Лавкрафта, выпущенный после его смерти Августом Дерлетом. Впервые опубликован в июльском выпуске «Weird Tales» 1954 года. Рассказ вошел в одноимённый сборник издательства «Arkham House», выпущенный тиражом в 2096 экземпляров. Позже был переиздан в мягкой обложке «Ballantine Books» в 1962 и 1971 годах.

## Сюжет
В 1930 году Элайджа Этвуд, антиквар, приезжает в Провиденс, штат Род-Айленд. Он интересуется старинным домом на Бенефит-стрит с архитектурой в квебекском стиле. Дом ранее принадлежал старому доктору, внутри комнаты несуразных размеров и давят на психику мрачной, неестественной желтизной стен. В доме был кабинет, лаборатория и библиотека. Дом построен на расстоянии от других домов и огорожен высокой стеной. Во дворе стоит старый колодец и могила Шарьера, бывшего владельца, который умер 3 года назад. Ныне юридическая контора выплачивала налоги, до появления наследника.
Элайджа находит в лаборатории письма доктора, в которых говорится, что Жан-Франсуа Шарьер построил дом в 1696 году. Среди прочих документов находятся каббалистические знаки и рисунки рептилий:  аллигаторов, крокодилов и более древние рептилии, жившие в юрском периоде. Элайджа побеседовал с соседями, которые не любили доктора за эксперименты. Гэмвеллом, местный антиквар, описывает Шарьера как тритона, которому 100 лет, с шершавой кожей и холодное тело, как у рыбы.
Элайджа начинают одолевать галлюцинации, он замечает, как некая фигура в форме рептилии, выпрыгивает из окна в кабинете. Существо оставило на полу следы отпечатков мокрых ступней с длинными ногтями. Некоторые бумаги пропали, среди которых были записи про божеств: Ктулху, Дагона, Хастура, Йог-Сотота, Шуб-Ниггурат и Ньярлатхотепа. Элайджа находит фотографии, на которых снята огромная статуя земноводной твари с побережья Хива-Оа, Маркизских островов, а также тотем, которому поклоняются индейцы Квакиутл в проливе Кваци-но. Элайджа находит историй болезни пациентов, имеющих мутации, чей возраст достигал 100 лет. Среди имен значились Марш из Иннсмута и другие. В записях описана операция по изменению кожи и вытяжению хвостовой кости. Видимо, доктор собирался таким образом продлить жизнь до 150 лет, изменив тело при помощи периода полубессознательного оцепенения, пока его организм не преобразится.

Элайджа замечает в зеркале как мутант или гуманоид-рептилия (англ. Reptilian) наблюдает за ним. Элайджа стреляет в существо из пистолета в упор. Однако, раненому существу хватило сил сбежать в колодец. Оказывается в колодце был рычаг, который открывает тайный лаз в погреб. Элайджа идет по кровавому следу, что ведет в зал, где стоит гроб, в котором лежит чудовище:
Получеловек-полуящерица, уродливое подобие того, кто являлся некогда человеком. Одежда разорвана и перекручена, будучи не в силах сдержать натиск подвергшейся чудовищным мутациям плоти. Кожа на суставах ороговела, ладони и босые ступни стали плоскими, очень широкими и завершались огромными когтями. Неестественно длинный хвост торчал как гвоздь из основания позвоночника. На вытянутой крокодильей челюсти сохранился жалкий пучок бороды… Это был Жан-Франсуа Шарьер, который очутился в этом адском склепе в 1927 году, когда погрузился в каталептическое оцепенение, чтобы позже восстать в новом чудовищном обличье. Он и был тем наследником!

## Персонажи
- Элайджа Этвуд — рассказчик, известный антиквар, странствовал путем в Новый Орлеан.
- Гэмвелл — пожилой, суеверный антиквар из Провиденса, который видел Шарьера ещё будучи ребенком, почти 100 лет назад.
- Хабзиба Коббет — старуха, жившая по соседству с Шарьером.
- Жан-Франсуа Шарьер — старый доктор, скрытен, мутант. Родился в 1636 году в Байоне, Франция, прибыл в столицу в 1653 году, где обучался врачебному искусству у Ричарда Уайзмена, бежавшего из Англии роялиста. С 1674 года состоял на службе в французской армии. Начиная с 1691 года практиковал хирургом в течение шести лет в Квебеке, а позже переехал. Высокий человек с грубой, словно потрескавшейся кожей, долговязый, согнут, как крючок, а борода наподобие козлиной. Высокие скулы, впалые щеки и остроконечная бородка придавали тонко очерченному лицу доктора суровое, аскетическое выражение, а от взгляда темных, лихорадочно блестевших глаз веяло замогильным холодом.

## Вдохновение
Август Дерлет использовал идеи из черновиков Лавкрафта, фактически, являясь литературным исполнителем, после его смерти. Можно сказать, рассказ «написан призраком». Дерлет подражает стилю Лавкрафта и добавляет ряд необычных идей. Лавкрафт сделал Провиденс, его родной город, одним из главных мест в его произведениях, населив его вампирами и пришельцами. Дерлет описывает окраину Провиденс и упоминает некоторые места Лавкрафта.
Вероятно, основную идею Дерлет подчеркнул из рассказа «Герберт Уэст — реаниматор», в котором ученый воскрешал мертвых и создавал существ с кожей рептилий. Дерлет описывает ученого, который сам обретает черты рептилий и, даже, способность впадать в каталептическое оцепенение. Дерлет часто использует классические мифы Европы о колдунах, которые при помощи магии превращаются в разных ползучих тварей и меняют размер тела.

## Критика
Энтони Баучер иронично заметил, что «я не могу не чувствовать, что Лавкрафт очень хорошо знал, что собирался создать, когда составлял наброски, но их вид незавершенный», а рассказ «Лампа Альхазреда» является исключительным, что со слов Дерлета, вызвал «вспышку вдохновения» к тому, чтобы придать главному персонажу похожие черты на самого Лавкрафта.
Флойд С. Гейл из «Galaxy Science Fiction» написал, что в этой серии рассказов, кроме «Пришелец из космоса», Дерлет добавляет непреднамеренный юмор в большинстве своих реконструкций, а в рассказе «Лампа Альхазреда» призывает в контексте к «восхвалению», что можно понимать как его идеализированную версию о жизни и смерти автора.
Аврам Дэвидсон пришел к выводу, что Дерлет «сделал все возможное, чтобы вызвать в воображении прозу покойного мастера и передать его дух, но этого у него не вышло, потому что он слишком здраво мыслит, а Лавкрафт был чудным, как пятидолларовый фруктовый кекс».

## Запретные книги
- «Пнакотические рукописи».
- «Безымянные Культы».
- «Чёрная Книга» Фон Юнтца.
- «Cultes des Ghoules» Франсуа Д’Эрлета.
- «Таинства Червя» Людвига Принна.
- «Исследование связи культур народов Полинезии и индейцев Южной Америки, в частности Перу».
- «De furtivis literarum notis» криптология Джамбаттиста Порта.
- «Kryptografik» Тикнесса.
- «Daemonolatreia» Ремигиуса.
- «Век амфибий» Бэнфорта.

## Связь с другими произведениями
В рассказе «Комната с заколоченными ставнями» описан старинный дом Лютера Уэйтли, в Данвиче, который проводил обряды глубоководных.
В рассказе «Тень над Иннсмутом» описан город на берегу, где жили семьи Маршей и Бишопов.
В рассказе «Заброшенный дом» описан старинный дом вампира Этьена Руле, который столетиями пил жизнь из жителей дома, управляя их сознанием.
В рассказе «Картина в доме» описан старинный дом колдуна в Мискатоникской долине, который продлевал себе жизнь через каннибализм.